# Walter Schöler (Politiker)
Walter Hermann Schöler (* 10. März 1947 in St. Tönis) ist ein deutscher Politiker (SPD). Von 1992 bis 2005 gehörte er dem Deutschen Bundestag an.

## Leben
Schöler verfolgte nach dem Besuch der Volksschule eine Laufbahn in der öffentlichen Verwaltung. Als Diplom-Verwaltungswirt (FH) war er in den Jahren 1971 bis 1992 für die Stadt Tönisvorst tätig. Dort war er seit 1971 Amtsleiter für die Ressorts Liegenschaften, Wirtschaftsförderung und Stadtsanierung und im Jahr 1988 für Ordnungswesen, Stadtreinigung und Wohnungswesen. Er engagierte sich als Mitglied der Landschaftsversammlung Rheinland (von 1984 bis 1995) für soziale Belange und wurde dafür 1990 mit dem Bundesverdienstkreuz am Bande ausgezeichnet. Im Jahr 2011 wurde ihm zudem das Bundesverdienstkreuz 1. Klasse verliehen. Ferner ist er Träger der Seulenmedaille der Stadt Tönisvorst.
Schöler ist seit über vierzig Jahren  ehrenamtliches Vorstandsmitglied der Allgemeinen Wohnungsgenossenschaft Tönisvorst eG (AWG) und dort Vorstandsvorsitzender. Von 2000 bis 2015 war er stellvertretender Beiratsvorsitzender des deutschen Medikamentenhilfswerkes action medeor, 2000 bis 2016 stellvertretender Vorsitzender des Bundesvereins zur Förderung des Genossenschaftsgedankens (BzFdG) und von 2010 bis 2015 ehrenamtlicher Richter am Oberverwaltungsgericht für das Land Nordrhein-Westfalen in Münster.

## Politik
Seit dem Jahr 1966 ist Schöler Mitglied der SPD, für die er von 1969 bis 1975 Ortsvereinsvorsitzender in Tönisvorst war. Von 1968 bis 1974 und dann wieder von 1980 bis 2002 war er Mitglied des Unterbezirksvorstandes Viersen. Seit 1986 war er Unterbezirksvorsitzender und Mitglied des SPD-Bezirksausschusses Niederrhein. Am 8. Dezember 1992 zog Schöler anstelle Franz Münteferings in den Bundestag ein, wo er bis 2005 als Abgeordneter über die Landesliste Nordrhein-Westfalens blieb. In den Jahren 2002 bis 2005 war Schöler haushaltspolitischer Sprecher der SPD-Bundestagsfraktion, Vorsitzender des Vertrauensgremiums für die Budgetkontrolle der Nachrichtendienste des Bundes und stellvertretender Vorsitzender des Gremiums für die Kreditfinanzierung des Bundes.
Der SPD-Landesparteitag NRW hat ihn am 29. Oktober 2012 als Mitglied in die fünfköpfige Landeskontrollkommission gewählt.

## Ehrungen und Auszeichnungen
- 1990: Verdienstkreuz am Bande der Bundesrepublik Deutschland[1]
- 2012: Verdienstkreuz 1. Klasse der Bundesrepublik Deutschland[1]